# أكرم الحمصي
أكرم الحمصي هو أمين القيادة الإقليمية الأردنية للفرع الأردني لحزب البعث.